# Gaël Angoula
Gaël Angoula, né le 18 juillet 1982 au Havre, est un footballeur français d'origine camerounaise qui évolue au poste de latéral droit, reconverti arbitre fédéral français de football. Il est le frère d'Aldo Angoula, également joueur professionnel.

## Biographie
Gaël Angoula reçoit une formation de footballeur atypique. Adepte notamment de boxe thaï, il doit arrêter le sport à 16-17 ans à cause de douleurs à répétition aux tibias. Il évolue dans sa jeunesse dans plusieurs clubs de Haute-Normandie : Frileuse Le Havre, Tréfileries Le Havre, l'US Fécamp, les Municipaux du Havre, Notre-Dame-de-Gravenchon. Joueur rugueux, il connaît une progression lente vers le football professionnel.
En 2004, à 22 ans, il signe au FUSC Bois-Guillaume, où il évolue trois saisons en CFA. Il rejoint ensuite l'USL Dunkerque, puis l'année suivante le Pacy-sur-Eure VEF, un club de National, où il s'affirme comme titulaire. 
En 2010, il est recruté par le SC Bastia, club emblématique relégué en National. L'objectif d'une remontée immédiate en Ligue 2 est atteint, l'équipe remportant même le championnat. La saison suivante voit le club corse remporter dans la foulée le championnat de France de Ligue 2 en 2011-2012.
Il évoluera une année en Ligue 1 avec Bastia avant de signer à Angers SCO. 
En 2013 il évolue avec le SCO d’Angers en Ligue 2, il y participera à nouveau à une montée en Ligue 1.
Il est recruté le 29 juin 2016 par le Nîmes Olympique qui évolue alors en Championnat de France de football de Ligue 2. Gaël Angoula annonce le 19 avril 2017 qu'il ne continuera pas l’aventure au Nîmes Olympique afin de commencer sa reconversion dans l'arbitrage professionnel.
Il passe alors une formation accélérée pour devenir arbitre. Initié depuis quelques années par la Direction nationale de l'arbitrage (DTN), ce cursus permet à d’anciens footballeurs de se reconvertir. Alors que la formation est de sept ou huit ans pour un arbitre fédéral « classique », ce programme permet d’obtenir en trois ans les acquis et la connaissance des lois sur la fonction de l’homme en noir. Gaël Angoula l’ayant bouclé en un an, il officie en tant qu'arbitre en National dès avril 2018. La saison suivante, il officie en Ligue 2.
Le 4 décembre 2021, il est le quatrième arbitre du match de Ligue 1 OM-Brest. Profitant de la blessure à l'échauffement de l'arbitre principal Antony Gautier, il dirige son premier match de Ligue 1, une première pour un ancien joueur de l'élite.

## Statistiques

### En club
| Saison                | Club                  | Championnat           | Championnat | Championnat | Coupe nationale | Coupe nationale | Coupe de la Ligue | Coupe de la Ligue | Total | Total |
| Saison                | Club                  | Division              | M.          | B.          | M.              | B.              | M.                | B.                | M.    | B.    |
| 2005-2006             | FUSC Bois-Guillaume   | CFA                   | 32          | 0           | 3               | 0               | -                 | -                 | 35    | 0     |
| 2006-2007             | FUSC Bois-Guillaume   | CFA                   | 33          | 2           | 3               | 0               | -                 | -                 | 36    | 2     |
| Sous-total            | Sous-total            | Sous-total            | 65          | 2           | 6               | 0               | 0                 | 0                 | 71    | 2     |
| 2007-2008             | USL Dunkerque         | CFA                   | 25          | 1           | -               | -               | -                 | -                 | 25    | 1     |
| 2008-2009             | Pacy-sur-Eure VEF     | National              | 31          | 1           | 4               | 0               | -                 | -                 | 35    | 1     |
| 2009-2010             | Pacy-sur-Eure VEF     | National              | 33          | 2           | 2               | 0               | -                 | -                 | 35    | 2     |
| Sous-total            | Sous-total            | Sous-total            | 64          | 3           | 6               | 0               | 0                 | 0                 | 70    | 3     |
| 2010-2011             | SC Bastia             | National              | 31          | 0           | 3               | 0               | 4                 | 0                 | 38    | 0     |
| 2011-2012             | SC Bastia             | Ligue 2               | 29          | 0           | 3               | 1               | 1                 | 0                 | 33    | 1     |
| 2012-2013             | SC Bastia             | Ligue 1               | 18          | 0           | -               | -               | 2                 | 0                 | 20    | 0     |
| Sous-total            | Sous-total            | Sous-total            | 78          | 0           | 6               | 1               | 7                 | 0                 | 91    | 1     |
| 2013-2014             | Angers SCO            | Ligue 2               | 24          | 1           | 5               | 0               | -                 | -                 | 29    | 1     |
| 2014-2015             | Angers SCO            | Ligue 2               | 33          | 0           | 1               | 0               | 2                 | 0                 | 36    | 0     |
| 2015-2016             | Angers SCO            | Ligue 1               | 13          | 0           | 1               | 0               | 1                 | 0                 | 15    | 0     |
| Sous-total            | Sous-total            | Sous-total            | 70          | 1           | 7               | 0               | 3                 | 0                 | 80    | 1     |
| 2016-2017             | Nîmes Olympique       | Ligue 2               | 23          | 0           | -               | -               | 1                 | 0                 | 24    | 0     |
| Total sur la carrière | Total sur la carrière | Total sur la carrière | 325         | 7           | 25              | 1               | 11                | 0                 | 361   | 8     |

## Palmarès
Il est champion de France de National en 2011 puis champion de France de Ligue 2 en 2012 avec le SC Bastia.